# Xã Clatonia, Quận Gage, Nebraska
Xã Clatonia (tiếng Anh: Clatonia Township) là một xã thuộc quận Gage, tiểu bang Nebraska, Hoa Kỳ. Năm 2010, dân số của xã này là 441 người.